# Michaela Halper
Michaela Halper (* 23. Juli 1974 in Voitsberg, Steiermark) ist eine österreichische Politikerin (SPÖ).

## Leben
Michaela Halper besuchte Volksschule und Gymnasium in Köflach und danach die Modeschule Wien im Schloss Hetzendorf. Nach der Kinderkrankenpflegeschule im Landeskrankenhaus Graz erwarb sie ein Diplom in Traumapädagogik. Ab 1996 war sie zwei Jahre lang Koordinatorin für Kinder- und Jugendanimation in der Türkei, danach arbeitete sie für die SPÖ-Graz und war dann bis 2001 Mitarbeiterin des Dr.-Karl-Renner-Instituts. In der Zeit von 1999 bis 2001 war sie auch Parlamentarische Mitarbeiterin der Nationalratsabgeordneten Heidrun Silhavy. Von 2001 bis 2002 arbeitete sie als Trainerin bei der Activity Jugendförderung GmbH, danach drei Jahre lang bei der Vinzenzgemeinschaft Eggenberg. Seit 2005 ist sie Geschäftsführerin des Vereins ubuntu.
In der SPÖ ist sie seit 1998 tätig. Sie war Mitglied bei der Jungen Generation der SPÖ Graz und Landesteammitglied der Jungen Generation der SPÖ in der Steiermark. Von 2000 bis 2005 war sie Bundesvorstandsmitglied der Jungen Generation und Vorstandsmitglied der SPÖ Graz und der Steiermark.
Zur Steirischen Landtagsrätin der XIV. Periode erfolgte ihre Angelobung am 28. November 2000. Sie war in den Ausschüssen „Generationen, Familie, Gleichbehandlung, Bildung, Schulen und Wissenschaft“,  „Land- und Forstwirtschaft, Umwelt- und Naturschutz“ sowie im „Kontrollausschuss“  tätig.